# Jaźwiny-Piedki
Jaźwiny-Piedki (dawn. Jaźwiny-Pierdki) – zniesiona część wsi Jaźwiny-Koczoty w Polsce położona w województwie podlaskim, w powiecie wysokomazowieckim, w gminie Czyżew-Osada (obecnie Czyżew).
W latach 1975–1998 miejscowość administracyjnie należała do województwa łomżyńskiego.
Nazwa z nadanym identyfikatorem SIMC występuje w zestawieniach archiwalnych TERYT do końca 2010 roku.

## Historia
Pod koniec XIX w. Jaźwiny-pierdki i Jaźwiny-koczoty, wsie drobnoszlacheckie w powiecie ostrowskim, gmina Dmochy-Glinki. Jaźwiny-pierdki liczyły 4 domy i 29 mieszkańców, a Jaźwiny-koczoty 7 domów.
W 1921 r. Jaźwiny-Pierdki. Naliczono tu 4 budynki z przeznaczeniem mieszkalnym oraz 33. mieszkańców (14 mężczyzn i 19 kobiet). Wszyscy podali narodowość polską.